# Àguila cridanera
L'àguila cridanera (Clanga clanga) és un gran ocell rapinyaire de la família dels accipítrids (Accipitridae). Cria en una àrea que va des d'Europa Oriental, cap a l'est, fins al Pacífic. Ocasionalment es poden albirar als països catalans en hivern. El seu estat de conservació es considera vulnerable.

## Morfologia
- Àguila moderadament gran, que fa una llargària d'uns 65 cm i una envergadura de 160 cm.
- El plomatge és marró fosc, amb el cap i les cobertores alars més fosques que la resta.
- Es pot confondre amb l'àguila pomerània (Aquila pomarina), d'aspecte similar i amb la que coincideix en part de la seva distribució i també, a l'Índia en hivern, amb l'espècie Aquila hastata.
- El cap resulta petit per a una àguila.
- El jove té taques blanques a les ales.
- Els crits recorden els lladrucs d'un gos.

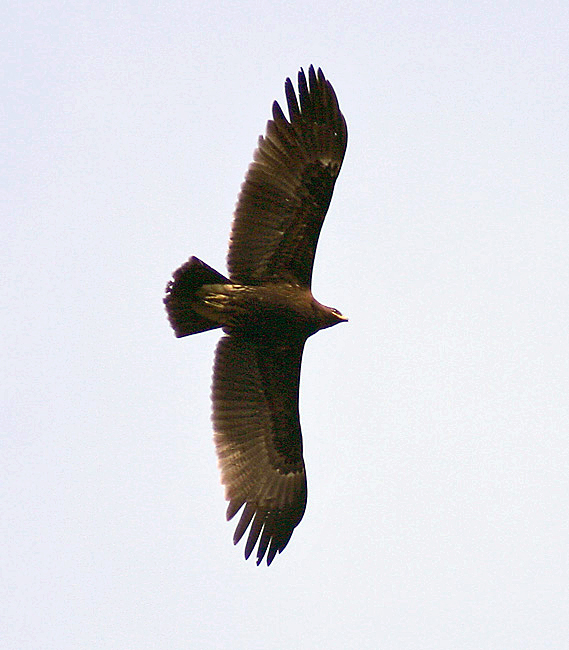
Cara inferior d'adult en vol a Bharatpur (Rajasthan, India)
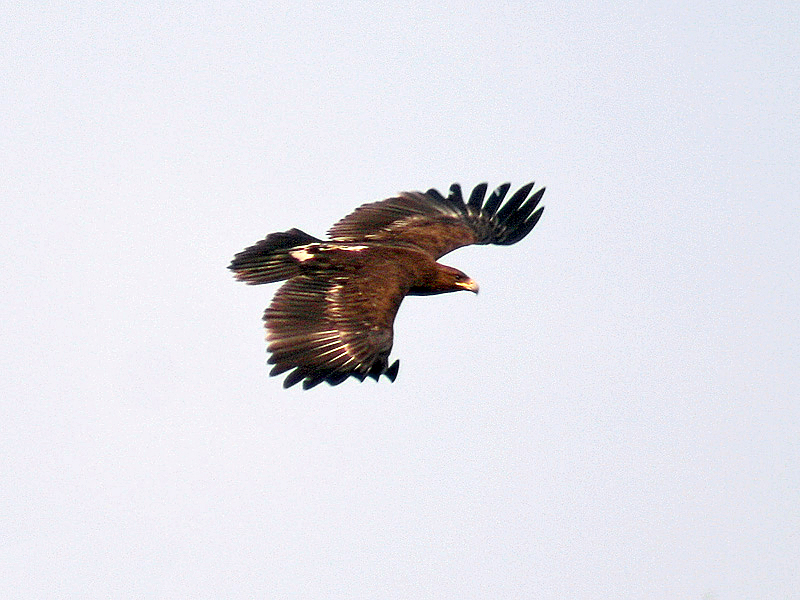
Adult per sobre, en vol, a Bharatpur (Rajasthan, India) Noteu les clares marques alars

## Taxonomia
Les espècies Clanga pomarina i Clanga hastata són els seus parents més pròxims i sembla que comparteixen un avantpassat de mitjans del Pliocè, fa uns 3,6 milions d'anys,
 i que potser vivia a la regió de l'Afganistan, dividint-se en dos llinatges, un al nord i altre al sud (A.hastata), arran l'avanç de les glaceres i deserts de l'última era del gel. Posteriorment el llinatge septentrional es va escindir en un oriental (A.clanga) i altre occidental (A.pomarina), probablement al voltant del límit entre el Pliocè i el Plistocè, fa menys de dos milions d'anys.
No s'han descrit subespècies.

## Reproducció
Aquesta àguila pon 1-3 ous en un niu fet als arbres.
Els joves romanen algun temps amb els seus pares després d'emplomallar, fins que arriben a la maduresa sexual i cerquen el seu propi territori i parella.

## Alimentació
S'alimenta bàsicament de petits mamífers i preses semblants, bàsicament terrestres.

## Hàbitat i distribució
Habita zones cobertes d'arbres. L'àrea de reproducció s'estén pel nord d'Europa i a través d'Àsia, passant l'hivern al sud-est d'Europa, Orient Mitjà i Àsia meridional. Fan la migració cap a les zones de cria bastant tard, a Bhutan per exemple es poden veure amb certa regularitat fins al final de març.
És un ocell territorial, però en hivern esdevé més social, formant bandades petites de fins a deu ocells, de diferents edats. També s'associen en aquesta època amb altres accipítrids com el milà negre (Milvus migrans) o l'àguila d'estepa (Aquila nipalensis).

## Conservació
La UICN el classifica com vulnerable. La població mundial es va estimar en menys de 4000 parelles reproductores l'any 2000. Les principals amenaces són la degradació i pèrdua d'hàbitat, així com les pertorbacions humanes durant la temporada d'aparellament.